# Haarcelleukemie

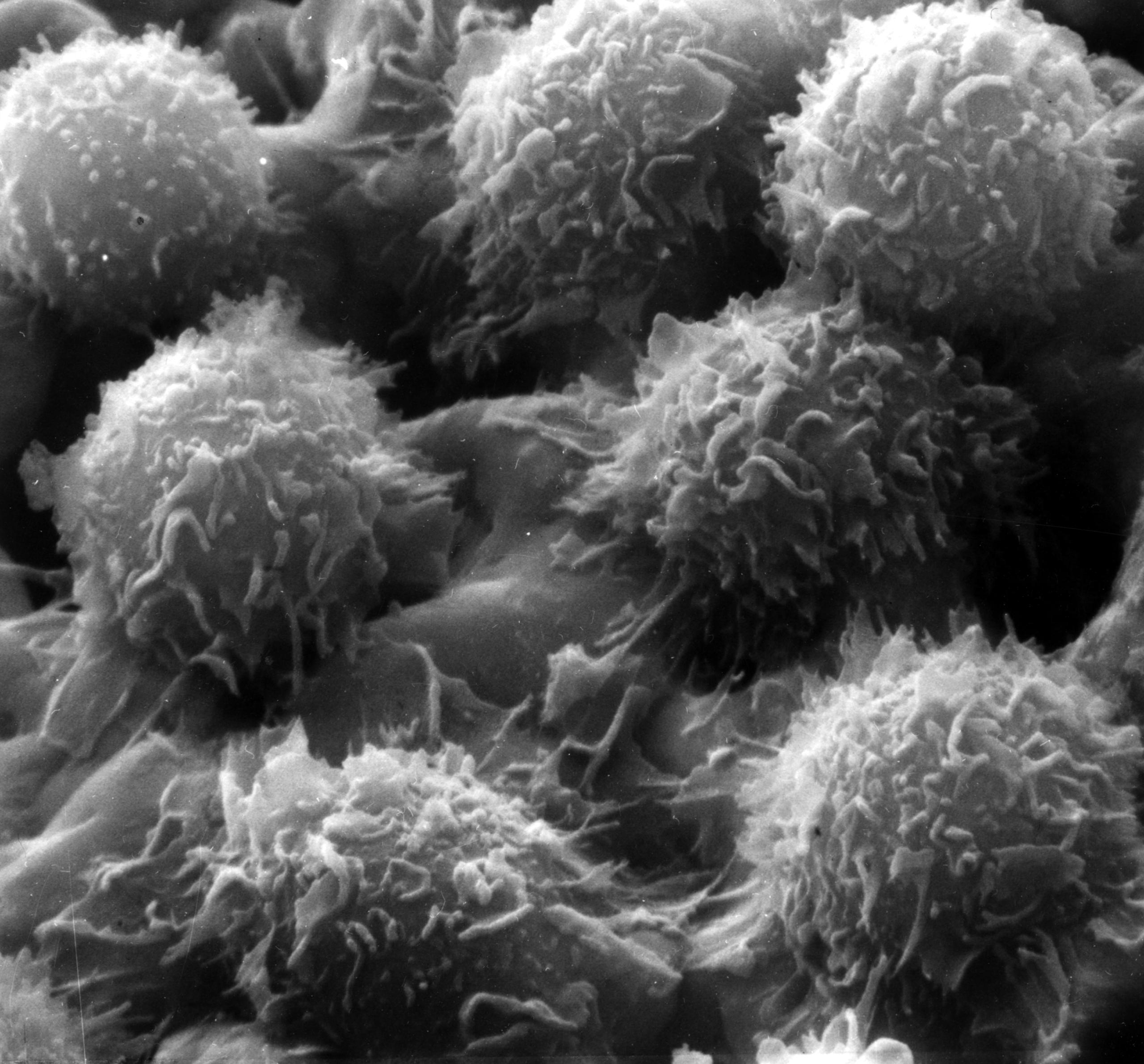
Cellen van iemand met haarcelleukemie

Haarcelleukemie of hairy-cell-leukemie (HCL) is een zeldzame aandoening (in Nederland ongeveer 25 nieuwe patiënten per jaar). De ziekte wordt gerekend tot de chronische lymfatische leukemieën. Het beloop is over het algemeen mild en de ziekte is veelal goed te behandelen.

## Verschijningsvorm
De ziekte werd voor het eerst gerapporteerd door Bertha Bouroncle, M.D. en haar collega's bij onderzoek aan de Ohio State University in de Verenigde Staten in 1958. De ziekte wordt haarcelleukemie genoemd, omdat de leukemiecellen er onder de microscoop harig uitzien door de aanwezigheid van fijne uitlopertjes op het oppervlak van de cellen. In het Nederlands wordt soms ook de term "pluizebol-leukemie" gebruikt.
Bij HCL worden de witte bloedcellen van het type B-lymfocyten aangetast. Deze B-lymfocyten worden gemaakt in het beenmerg en enkele andere organen, zoals de milt en de lymfeklieren. Beenmerg is de sponsachtige substantie in de kern van de beenderen van het lichaam. Het beenmerg maakt rode bloedcellen (erytrocyten) aan die zuurstof en andere stoffen naar de weefsels vervoeren, witte bloedcellen (leukocyten) die infecties bestrijden en bloedplaatjes (trombocyten) die zorgen dat bloedingen tot staan worden gebracht.
Ondanks de naam 'leukemie' wordt HCL meestal gekarakteriseerd door een vermindering van alle types bloedcellen. Wanneer HCL tot ontwikkeling komt, lokaliseren de haarcellen zich in de milt, waardoor de milt gaat opzetten en klachten kan veroorzaken. Uiteindelijk verzamelen er zich te veel haarcellen in het beenmerg en vindt er een verdringing plaats van gezonde beenmergcellen. Er worden dan te weinig rode bloedcellen geproduceerd met als gevolg bloedarmoede en te weinig bloedplaatjes gemaakt waardoor er makkelijk bloedingen en blauwe plekken (hematoom) ontstaan. Ook worden er te weinig normale witte bloedcellen gevormd. Dit laatste is er de oorzaak van dat de patiënt steeds meer te maken gaat krijgen met infecties.
De ziekte komt meestal voor bij mensen boven de 40 jaar en meer bij mannen dan bij vrouwen (5:1). Desalniettemin wordt HCL ook bij jongere mensen gezien. In tegenstelling tot sommige andere vormen van chronische leukemie, blijft HCL, als deze niet behandeld wordt, altijd een vorm van chronische leukemie en zal deze zich nooit ontwikkelen naar een vorm van acute leukemie.

## Oorzaak, preventie en erfelijkheid
Er is geen oorzaak voor het ontstaan van haarcelleukemie (ook wel HCL of hairy-cell-leukemie genoemd) bekend. Blootstelling aan tabaksrook, ioniserende straling, of industriële chemische stoffen (mogelijk met uitzondering van diesel) lijken het risico op het ontwikkelen HCL niet te verhogen. Het Amerikaanse Institute of Medicine (IOM) heeft echter aangegeven voldoende verband te zien tussen de blootstelling aan herbiciden en latere ontwikkeling van chronische B-cel leukemie en lymfomen in het algemeen. Het is onbekend op welke wijze de ziekte kan worden voorkómen. Hoewel in bepaalde families er meer gevallen van HCL waargenomen worden, zijn er tot nu toe geen erfelijke factoren bij het ontstaan ervan vastgesteld.

## Onderzoek en diagnose
In alle gevallen moet onderzoek worden gedaan om vast te stellen of er daadwerkelijk sprake is van HCL en ter uitsluiting van andere ziektes. Door lichamelijk onderzoek of middels een echo of CT scan, kan de arts een vergrote milt en/of lever vaststellen. Over het algemeen zal het bloedonderzoek aangeven, dat zowel de waarden van de rode en de witte bloedcellen alsook van de bloedplaatjes te laag zijn, een situatie die pancytopenie wordt genoemd. Een deskundige laboratoriumanalist kan soms in het bloed HCL-verdachte cellen vinden, maar vaak worden bij een routinetest de haarcellen gemakkelijk gemist als ze in het bloed aanwezig zijn.
Er zijn geavanceerde testen die het oppervlak van de witte bloedcellen uit een bloedmonster op bepaalde markers onderzoeken en helpen om de juiste diagnose te bevestigen. In Nederland wordt dit onderzoek uitgevoerd door Sanquin te Amsterdam. Ook wordt vaak een beenmerg biopsie uitgevoerd om de diagnose te bevestigen. Met behulp van een naald wordt zowel getracht wat beenmerg op te zuigen (beenmeergaspiraat: dit lukt niet altijd bij HCL), alsook een stukje beenmerg met bot uit te nemen (beenmergbiopsie). Door beenmergbiopsie en bloedonderzoek kan met zekerheid worden vastgesteld dat er sprake is van HCL en hoever de ziekte is gevorderd.
Onlangs is aangetoond dat in de hairy cellen bij alle patiënten een afwijking wordt gevonden, de BRAF-mutatie.De BRAF-afwijking komt ook voor in andere soorten van kanker, maar niet in andere soorten hematologische ziekten. Het aantonen van deze afwijking kan helpen wanneer het moeilijk is om met zekerheid vast te stellen of er écht sprake is van HCL.

## Symptomen en signalen
De meeste symptomen zijn vaag en er kan bij HCL sprake zijn van een aantal symptomen die soms ook bij andere ziektes kunnen optreden, zoals:
- vermoeidheid, zwakte en lusteloosheid
- onverklaarbaar gewichtsverlies
- gemakkelijk bloeden of blauwe plekken krijgen
- veelvuldige infecties
- overmatig zweten, vooral 's nachts
- pijnlijke botten
- opgezette lever en/of milt
- bloedarmoede (anemie)
- laag aantal bloedplaatjes
- laag aantal normale lymfocyten
- pijnlijke gewrichten

## Stadia, behandeling en complicaties
Voor HCL bestaat er geen voor de behandeling relevante stadiumindeling.
In het begin zal over het algemeen door het ontbreken van symptomen geen behandeling nodig zijn. Patiënten blijven wel onder periodieke controle. Ongeveer 10% van de patiënten zal nooit behandeling nodig hebben. Ook bij weinig ziektesymptomen zijn HCL-patiënten wel verhoogd vatbaar voor infecties.
HCL is een goed behandelbare ziekte. Vrijwel alle patiënten hebben als gevolg van opeenvolgende behandelingen sterk toegenomen overlevingskansen.

## Behandelmogelijkheden

### Afwachten
Indien er geen symptomen zijn en de bloedwaarden zich op een aanvaardbaar niveau bevinden, wordt de ziekte zelf veelal niet behandeld. De arts houdt de patiënt onder controle. De behandeling kan gestart worden zodra de ziekte actief wordt. Er kunnen wel behandelingen nodig zijn voor bijwerkingen van de ziekte.

### Immuuntherapie
Immuuntherapie met alfa-interferon. Hierbij wordt het lichaam gestimuleerd de ziekte te bestrijden. Er wordt gebruikgemaakt van alfa-interferon, een stof die het eigen lichaam aanmaakt. Alfa-interferon wordt gedurende een jaar driemaal per week subcutaan gegeven in zeer lage dosis en geeft een complete remissie van 10% en een overall response van 80%. De bijwerking tijdens de behandeling is een kortdurend griepachtig syndroom. Latere effecten kunnen depressie en vermoeidheidsklachten zijn. Meestal wordt de therapie goed verdragen, te meer omdat de dosis zeer laag kan zijn. Patiënten die een terugval krijgen, reageren over het algemeen goed op een herhaling van de behandeling. De remissie kan worden verlengd door het toedienen van een onderhoudsdosis, bijvoorbeeld 1 injectie per 1-2 weken. Therapie met alfa-interferon is jarenlang de standaardtherapie geweest voor HCL, totdat de chemotherapie in opgang kwam. Ook nu nog is het gerechtvaardigd alfa-interferon te geven als er ernstige bezwaren zijn om  chemotherapie in te zetten.

### Behandeling met antilichaam
Rituximab is een monoklonaal antilichaam. Het is een antilichaam dat deels bestaat uit menselijke- en deels uit muizen-eiwitstukjes. Dit antilichaam kan zich hechten aan de hairy cells omdat zij een marker genaamd CD20 hebben en kan resulteren in de dood van de hairy cells. Dit middel is nuttig geweest bij de behandeling van sommige patiënten die niet reageerden op de behandeling met chemotherapie (reddings-therapie) en bij patiënten met HCL-V. Daarnaast wordt het gebruikt om een eventueel residu van de hairy cells, na chemotherapie, te vernietigen en de kans op terugkeer van de ziekte te verkleinen. Rituximab is tevens bekend onder de merknamen Mabthera ® en Rituxan ®. Het middel wordt zes tot acht keer eenmaal per week middels een infuus toegediend.

### Chemotherapie
Behandeling met medicijnen die zich via bloed door het lichaam verspreiden en kwaadaardige cellen door het hele lichaam bestrijden. Cladribine (2-Chlorodeoxyadenosine - 2 CdA) en Pentostatine (Deoxycoformycin) zijn beide effectief als primaire behandeling of bij patiënten die niet meer reageren op alfa-interferon of deze therapie niet goed meer verdragen in verband met de bijwerkingen. Als initiële therapie is er de keuze tussen Cladribine (2-CdA) of Pentostatine. Uit grote onderzoeken is gebleken, dat beide middelen even effectief zijn. 2-CdA werkt intensiever, heeft daardoor ook iets meer risico en vereist meestal een korte opname. Pentostatine kan poliklinisch worden toegediend, werkt geleidelijker, maar vergt daardoor iets meer tijd. Beide cytostatica hebben ook dezelfde bijwerking: maandenlange verminderde afweer, doordat er een tijdelijke uitval wordt veroorzaakt van afweerlymfocyten (de T-cellen van het CD4 type). In feite wordt de patiënt tijdelijk tot een soort aidspatiënt gemaakt, omdat de CD4 T-cellen, net als bij de aidspatiënten, extra gevoelig zijn voor deze cytostatica. Pas na 3 tot 6 maanden is voldoende herstel opgetreden en kan de patiënt weer normaal en gezond beschouwd worden. Gedurende de verminderde afweerperiode na de chemotherapie is het meestal nodig langdurig beschermende antibiotica in te nemen. Ook dienen bloedproducten - als deze onverhoopt nodig zouden zijn - bestraald te worden. De resultaten van de behandeling met 2-CdA zijn uitstekend en langdurig. Een eventuele terugval kan goed met een vervolgbehandeling worden opgevangen. 2-CdA (Leustatin®)wordt gedurende 5 dagen achtereen in een 2-uur durend infuus intraveneus gegeven maar ook subcutaan als 5 daagse kuur (Litak®). Er is een complete remissie van 50 tot 80% en een overall response van 85 tot 95%. Pentostatine (Nipent®)wordt gedurende ongeveer 2 maanden, aanvankelijk 1 x per week en nadien om de andere week intraveneus toegediend. Dit middel geeft een complete remissie van 50 tot 76% en een overall respons van 80%. Ook hier zijn de complete remissies van lange duur.

### Miltverwijdering
Verwijdering van de milt (splenectomie) is een operatieve behandeling waartoe besloten kan worden als de milt erg opgezet en pijnlijk is of wanneer er sprake is van een ernstige trombocytopenie. Bij de meeste patiënten zal de verwijdering van de milt een gedeeltelijke of volledige verbetering van het perifere bloed laten zien. Dit was dan ook de reden, dat deze therapie zo'n 30-40 jaar geleden de standaardbehandeling van HCL-patiënten was. Omdat bij vrijwel alle patiënten een terugval te verwachten is, is splenectomie nu geen standaardbehandeling meer.

## Complicaties
Infecties verlopen bij HCL-patiënten vaak ernstiger dan gemiddeld. Het is een van de belangrijkste doodsoorzaken. Koorts en infectiesymptomen dienen in een zo vroeg mogelijk stadium behandeld te worden. Wanneer infecties vaak optreden en/of ernstig zijn of wanneer er andere symptomen zijn die wijzen op toename van het aantal HCL-cellen in het lichaam, zal behandeling overwogen worden.
Infecties kunnen worden veroorzaakt door bacteriën, virussen en schimmels. Het verhoogde risico van infectie is het gevolg van een verminderde productie van lymfocyten. De chemotherapie verhoogt dit risico voor langere tijd. Patiënten krijger derhalve veelal antibiotica en virusremmers (tegen aandoeningen als bijvoorbeeld herpes zoster of gordelroos) voorgeschreven. Het is belangrijk om contact met personen die een infectie onder de leden hebben te vermijden.
Bloeden kan een complicatie van een verlaagd aantal bloedplaatjes zijn. Als het aantal bloedplaatjes gevaarlijk laag is, dient de arts de patiënt in te lichten over de symptomen en gevaren van deze complicatie.

## Prognose
De kansen op herstel hangen af van het aantal harige cellen dat er in het bloed en het beenmerg aanwezig is, de leeftijd van de patiënt, de algemene conditie en het reageren op de behandeling.
Ondanks de vaak succesvolle behandelingen en de lange duur van de remissies, wordt de ziekte beschouwd als ongeneeslijk. Recidieven kunnen optreden, zelfs na meer dan twintig jaar onafgebroken remissie. Patiënten blijven daarom levenslang onder controle.
HCL patiënten hebben een hoger risico in het ontwikkelen van een andere kanker, met een piek op ongeveer twee jaar na de diagnose van HCL. Daarna daalt het risico gestaag.
Gezien de huidige succesvolle behandelingen is de levensverwachting voor patiënten met HCL ongeveer gelijk aan die die van de algemene bevolking. HCL patiënten hebben de eerste twee jaar na de diagnose het hoogste risico op ernstige of fatale complicaties. Overleven van de eerste vijf jaar voorspelt een goede beheersing van de ziekte. Patiënten met normale bloedwaarden hebben alsdan een normale levensverwachting.

## Nieuwe ontwikkelingen
Moxetumomab Pasudotox bestaat – net als Rituximab – uit eiwitstukjes. Zij binden zich aan CD22 van de hairy cells en doden hen door het loslaten van een toxine, zonder nadelige gevolgen voor normale cellen, met uitzondering van volwassen B-cellen die ook worden gedood.
In 2011 is ontdekt dat er bij patiënten met HCL een afwijking aanwezig is in de chromosomen van de kwaadaardige leukemiecel, de zogenaamde BRAF V600E mutatie. Daardoor wordt er bij het NIH onderzocht of een behandeling met Dabrafenib of met Trametinib, die ook worden gebruikt voor de behandeling van melanoom, bruikbaar is in de behandeling van HCL.
Momenteel wordt de effectiviteit van Ibrutinib bij het behandelen van patiënten met HCL onderzocht. Ibrutinib kan de groei van HCL stoppen door het blokkeren van sommige enzymen die voor hun celgroei nodig zijn.
Behandeling met een combinatie van Bendamustine en Rituximab lijkt zeer effectief in de behandeling van terugkerend HCL en het bereiken van complete remissies zonder het achterblijven van residucellen te zijn. Momenteel wordt er verder onderzoek gedaan om deze resultaten te bevestigen.